# Nogueira (Chantada)
Nogueira (llamada oficialmente Santa María de Nogueira de Miño) es una parroquia española del municipio de Chantada, en la provincia de Lugo, Galicia.

## Otras denominaciones
La parroquia también es conocida por el nombre de Santa María de Nogueira.

## Organización territorial
La parroquia está formada por dieciséis entidades de población, constando catorce de ellas en el nomenclátor del Instituto Nacional de Estadística español:

### Entidades de población
Entidades de población que forman parte de la parroquia:
- A Eirexe
- A Veiga
- Cartemil
- Fondo de Vila
- Guimil (Goimil)
- Lagariza
- Navallo (O Navallo)
- Nogueira de Baixo (Nogueira de Abaixo)
- Nogueira de Arriba
- Pedrido
- Portanogueira
- San Lourenzo
- Soto

### Despoblados
Despoblados que forman parte de la parroquia:
- Muiñovedro (O Muiñovedro)
- Sernande
- Souto

## Demografía
| Gráfica de evolución demográfica de Nogueira entre 2000 y 2019 |
|                                                                |
| Datos según el nomenclátor publicado por el INE.               |

## Patrimonio
- Iglesia de Santa María de Nogueira de Miño, románica, de la segunda mitad del siglo XII, con reformas en el siglo XVIII en la torre y fachada. El interior de la iglesia destaca por conservar uno de los ciclos de pintura mural renacentista más importantes de Galicia.